# Biblioteka Collegium Polonicum w Słubicach
Biblioteka Collegium Polonicum w Słubicach - biblioteka naukowa przeznaczona dla studentów i pracowników Collegium Polonicum w Słubicach i Europejskiego Uniwersytetu Viadrina we Frankfurcie nad Odrą, pracowników Polsko-Niemieckiego Instytutu Badawczego w Collegium Polonicum w Słubicach oraz dla mieszkańców całego regionu.
Poza zbiorami książek znajdują się tu:
- czasopisma (przyporządkowane do działów wiedzy oraz ogólne - dzienniki i tygodniki),
- sala multimedialna (stanowiska komputerowe i bimer) oraz kabiny do pracy indywidualnej, kącik rekreacyjny w holu
- zbiory filmów VHS i DVD (z możliwością projekcji na miejscu),
- stanowisko komputerowe z programem informacji prawniczej (System Informacji Prawnej LEX, LexPolonica, Polska Bibliografia Prawnicza INP PAN),
- wystawy tematyczne,
- wystawa Archiwum Karla Dedeciusa.

## Władze
- Kierownik - Grażyna Twardak

## Jednostki wewnętrzne
- Dział Gromadzenia - Joanna Sadłowska
- Dział Opracowania Alfabetycznego - Adam Czerneńko
- Dział Opracowania Rzeczowego - Zofia Małek
- Dział Udostępniania - Sylwia Lendzion, Joanna Kietlińska, Natasza Wierchowicz
- Portiernia

## Godziny otwarcia
W okresie roku akademickiego:
poniedziałek - 10:00 - 19:00 

wtorek 10:00 - 19:00 

środa 10:00 - 19:00 

czwartek 10:00 - 19:00 

piątek 10:00 - 19:00 
sobota 10:00 - 14:00
W okresie wakacyjnym (ok. 21 lipca - 30 września): 

poniedziałek - 10:00 - 16:00 

wtorek 10:00 - 16:00 

środa 10:00 - 18:00 

czwartek 10:00 - 16:00 

piątek 10:00 - 16:00 

## Adres
Biblioteka Collegium Polonicum w Słubicach
ul. Kościuszki 1, 69-100 Słubice